# Kalakundi, Kalghatgi
Kalakundi là một làng thuộc tehsil Kalghatgi, huyện Dharwad, bang Karnataka, Ấn Độ.